# Cultura moche

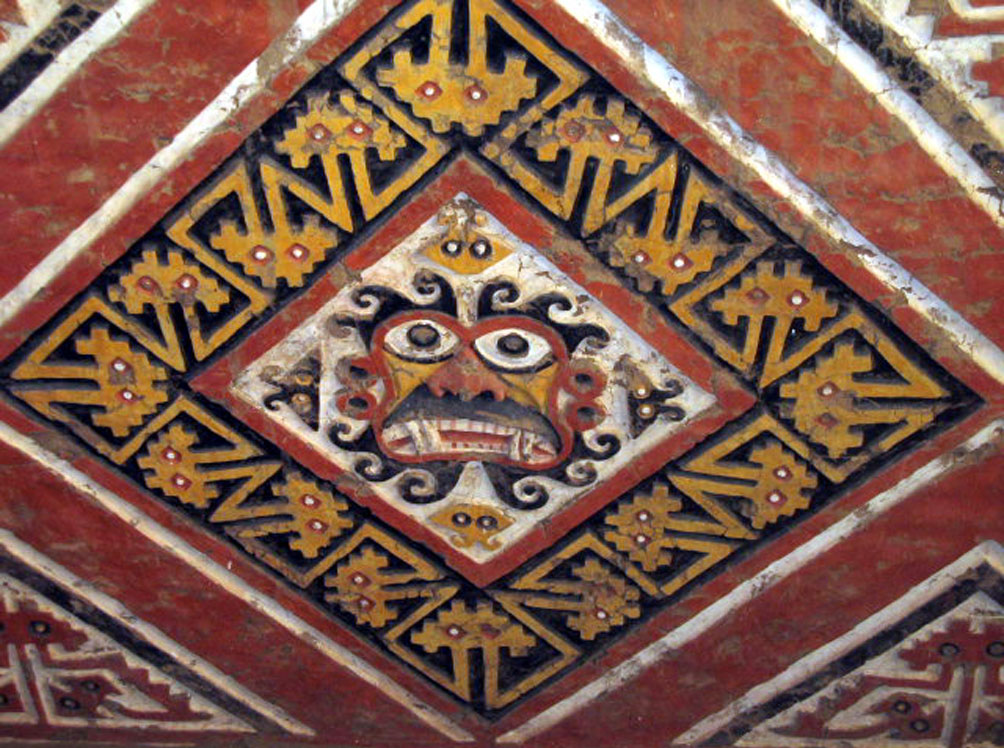
O deus moche (o "Decapitador") num mural de Huaca de la Luna

A cultura moche, mochica, chimu precoce, pré-chimu ou proto-chimu, floresceu no norte do Peru entre 100 a.C. e 800 d.C.; ao que se sabe, não chegou a constituir  um império ou um estado, nem a desenvolver uma unidade política entre os centros populacionais que abrangia, apesar de sua grande área de incidência e de sua longa duração.

## História

### Cultura
Mas a unidade cultural é bem comprovada a partir da iconografia comum expressa na cerâmica pintada e ourivesaria, que demonstra um compartilhamento de usos e costumes, religião, arquitetura e outros aspectos que fazem supor uma unidade linguística.
Entretanto, essa cultura não conheceu a escrita e os hábitos, usos e costumes, e quase tudo quanto dela hoje se pode saber, ficou registrado iconograficamente em artefatos cerâmicos, com cenas detalhadas da vida comum em seus mais variados aspectos como a caça, pesca, combate, castigo, prazeres sexuais, cerimônias religiosas e outros afazeres.
Trata-se, pois, da cultura pré-colombiana típica da região dos vales do norte do Peru ocorrida entre os anos 300 a.C. e 1 000 d.C. na qual, o aumento da complexidade na elaboração da cerâmica e na produção de peças de metais, notadamente ourivesaria, mais a evolução arquitetônica dos sítios urbanos, com introdução de novas técnicas construtivas, permite dividi-la em cinco períodos.
A Huaca del Sol, uma enorme estrutura piramidal situada no Rio Moche, foi a maior estrutura arquitetônica pré-colombiana construída no Peru e possivelmente o centro de irradiação da cultura Mochica.
Este sítio arqueológico foi desfigurado e praticamente destruído pelos conquistadores espanhóis assim que souberam da existência de artefatos de ouro enterrados nas tumbas encerradas na pirâmide. A Huaca de La Luna, um sítio próximo à cidade de Trujillo no Peru, permaneceu praticamente intacto, conservando, além de abundante iconografia cerâmica, magníficos murais coloridos. Este sítio tem sido escavado com objetivos científicos desde os anos 90. 
Mais recentemente foi encontrada a tumba do Senhor de Sipán bem conservada e com grande quantidade de objetos. Entretanto a cultura Mochica ocorreu em muitos outros centros populacionais nos vales da costa norte do Peru tais como Lambayeque, Jequetepeque, Chicama, Moche, Viru, Chao, Santa, Nepena, onde se encontram, entre outros, os sítios de Sipán, Pampa Grande, Dos Cabezas, Pacatnamu, San Jose de Moro, El Brujo complexo, Mocollope, Cerro Mayal, Galindo, Huancaco, e Panamarca.

## Economia
A base econômica dessa civilização era a atividade agrícola praticada nos vales da costa do Pacífico aos contrafortes dos Andes, onde a necessidade levou a introduzir a agricultura irrigada, prova da sofisticação de sua engenharia.

### Metalurgia
Os mochicas foram exímios metalúrgicos tendo descoberto muito cedo as propriedades do ouro, da prata e do cobre e desenvolveram com o tempo técnicas de extração destes minerais, sua fundição e tratamentos químicos.
Trabalhavam com ligas sofisticadas misturando habilmente cromo e mercúrio obtendo bronze, cobre dourado ou prata dourada, não aleatoriamente, mas com padrões criteriosos manuseando ainda uma variedade de reagentes como o sal comum, nitrato de potássio, alúmen de potássio, sulfatos, etc..
Desenvolveram métodos de fundição, refinação e solda a quente e a frio, dobraduras, extrusão e laminação de metais.
Com isto, puderam produzir uma grande variedade de objetos de uso quotidiano como taças, pratos, pinças, conchas, adornos como colares, medalhas, pulseiras, braceletes, brincos de orelhas, lábios e narizes, armas como lâminas ou pontas de estoque, protetores de diversos tipos, e objetos religioso como máscaras rituais e até instrumentos musicais como tambores e flautas.

## Galeria

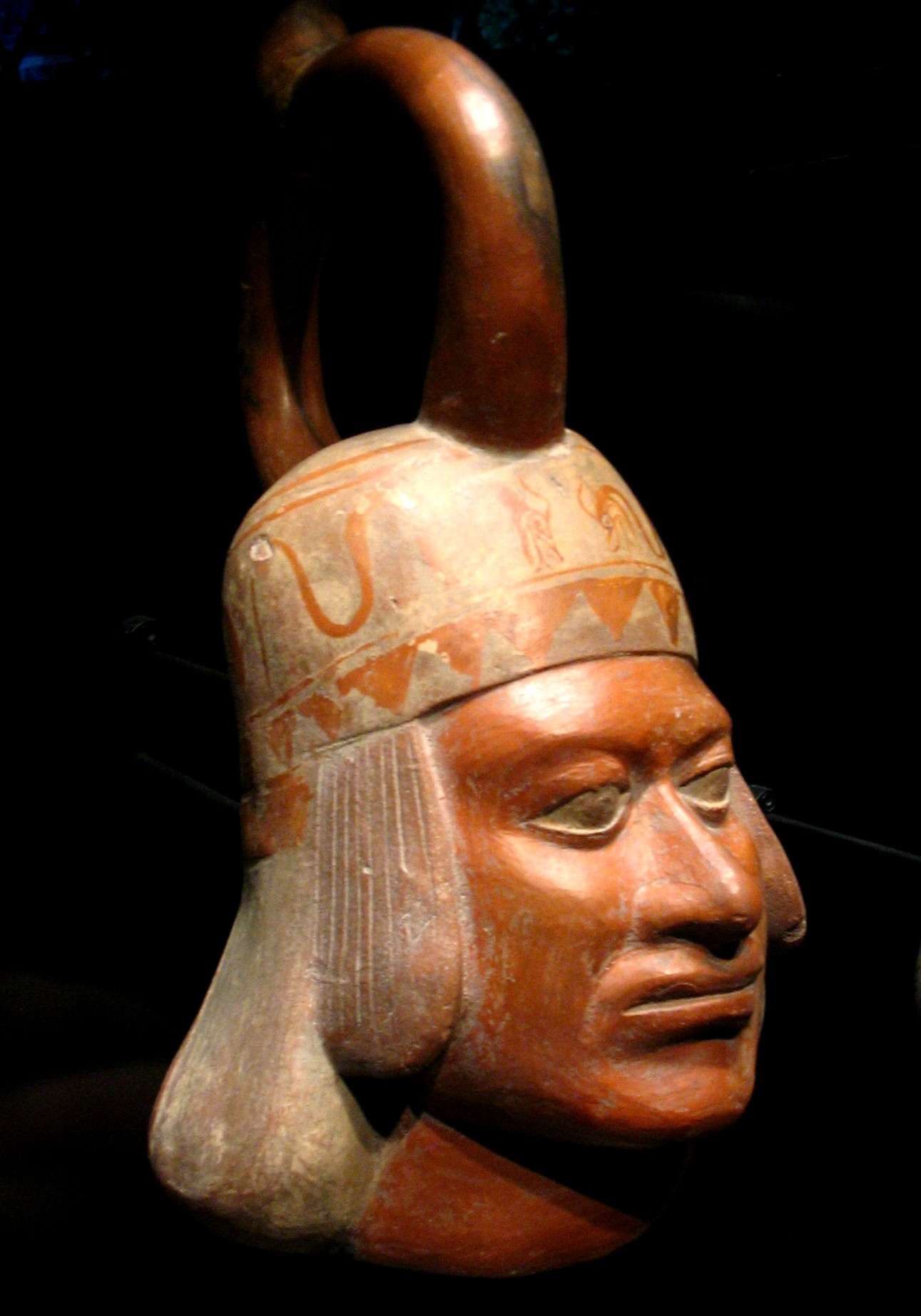
Vaso-retrato mochica de cerâmica em argila pintada de vermelho-castanho.
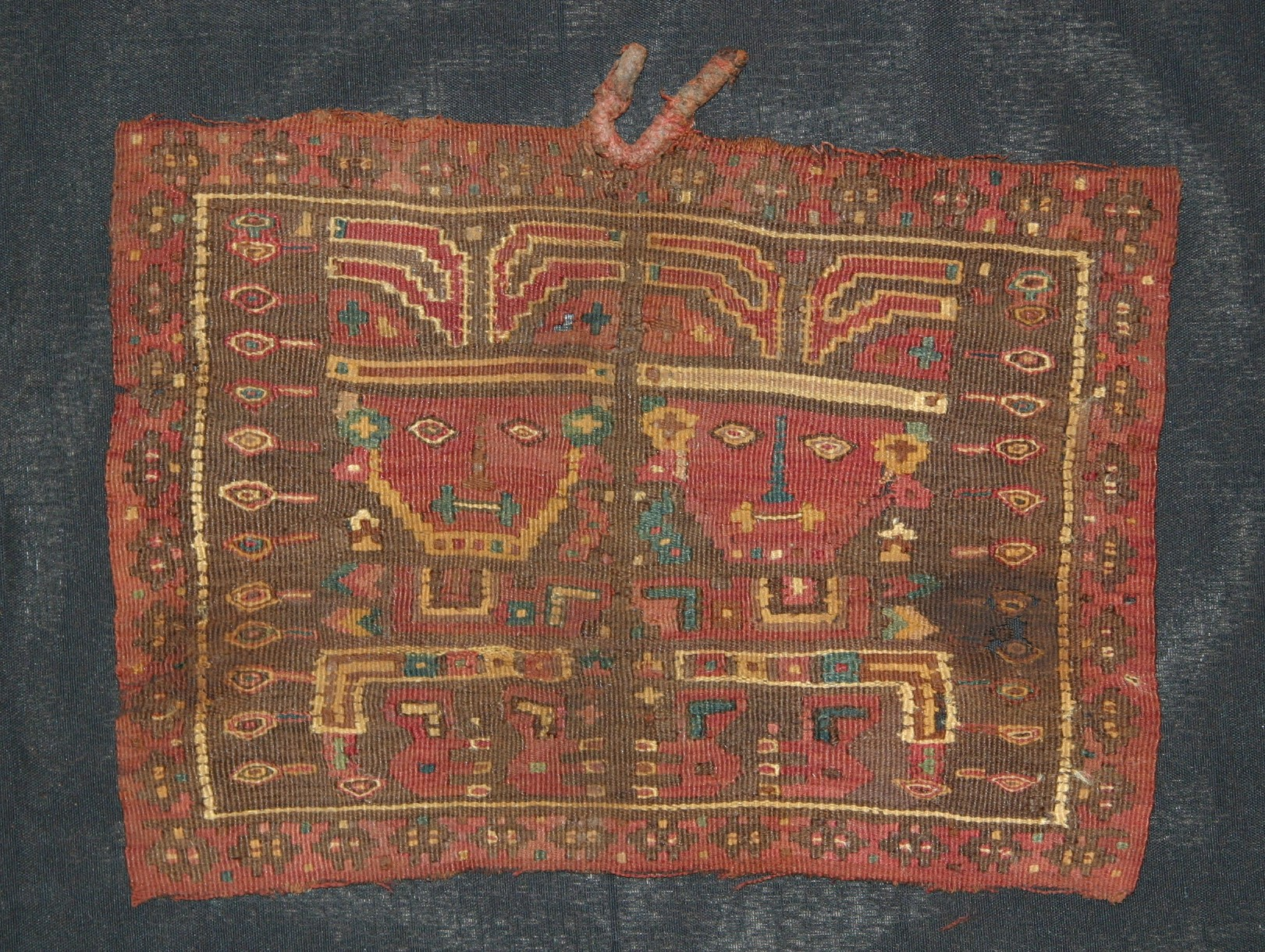
Tapeçaria de lã de alpaca c. 600–900 d.C..
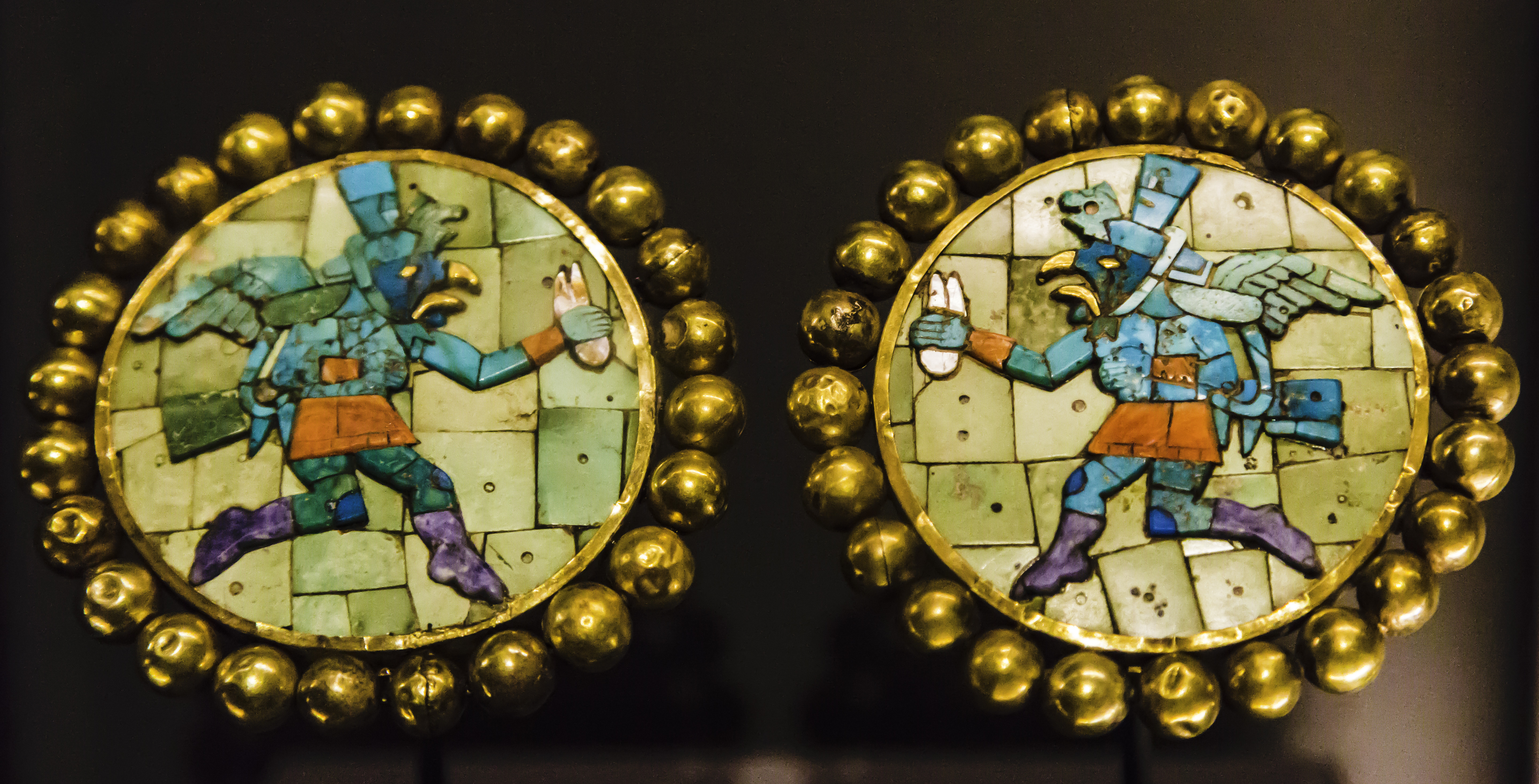
Um par de enfeites de orelha feito de ouro, concha e pedra (turquesa ou malaquita c. 200–600 d.C..
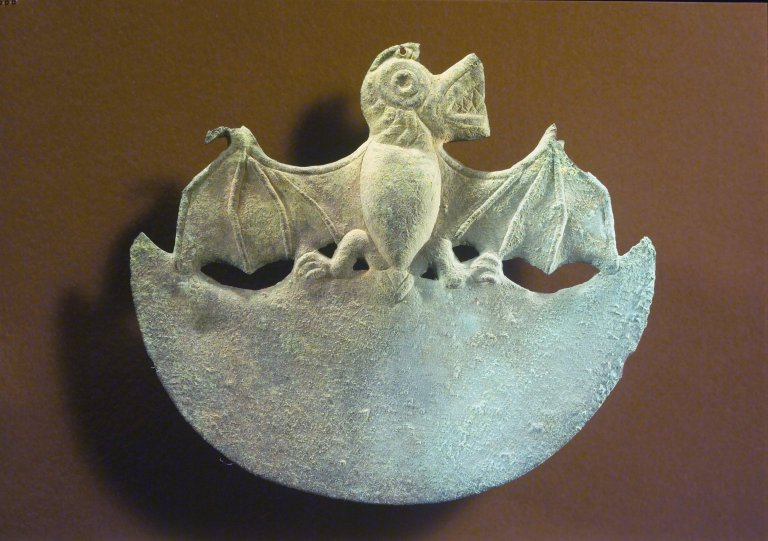
Ornamento de cobre martelado mochica em forma de crescente com morcego c. 1–300 d.C..
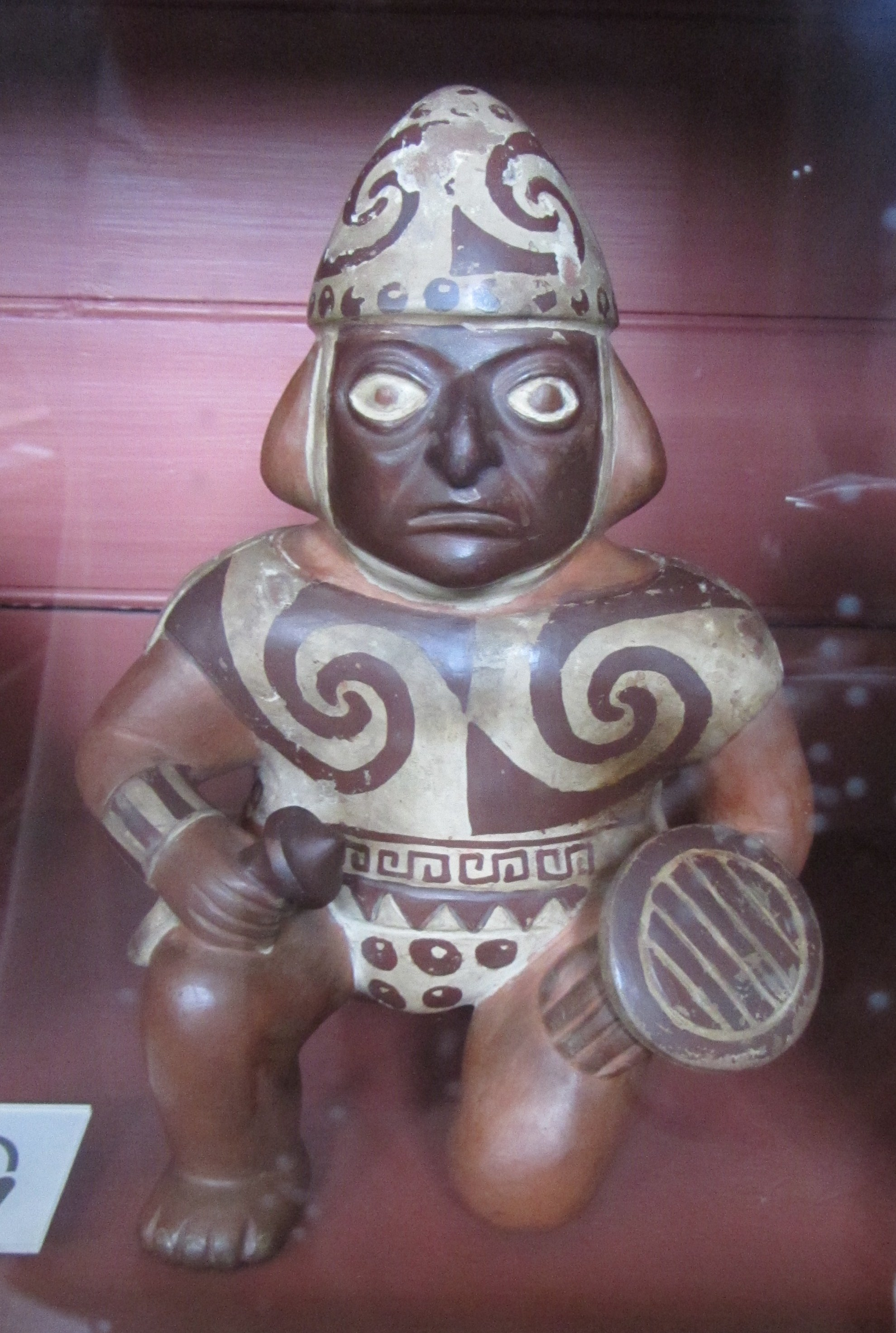
Pote de guerreiro mochica, de Moche, Peru,  c. 100–700 d.C..
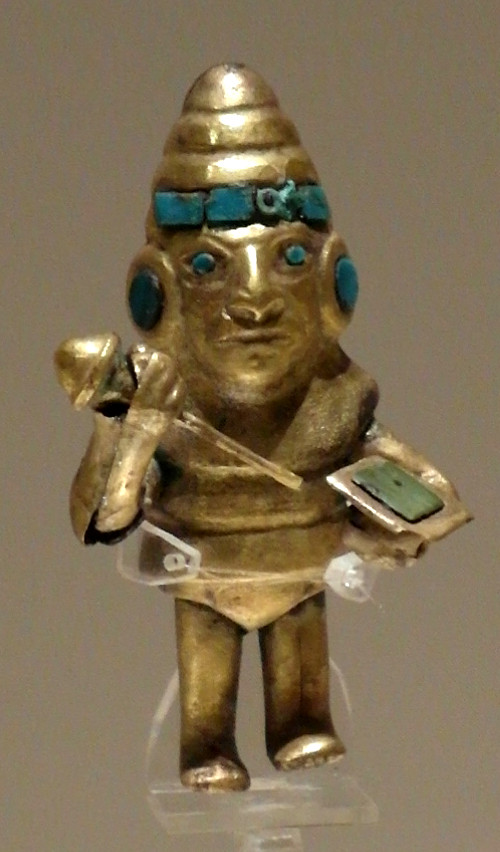
Apito mochica representando um guerreiro c. 1–800 d.C.
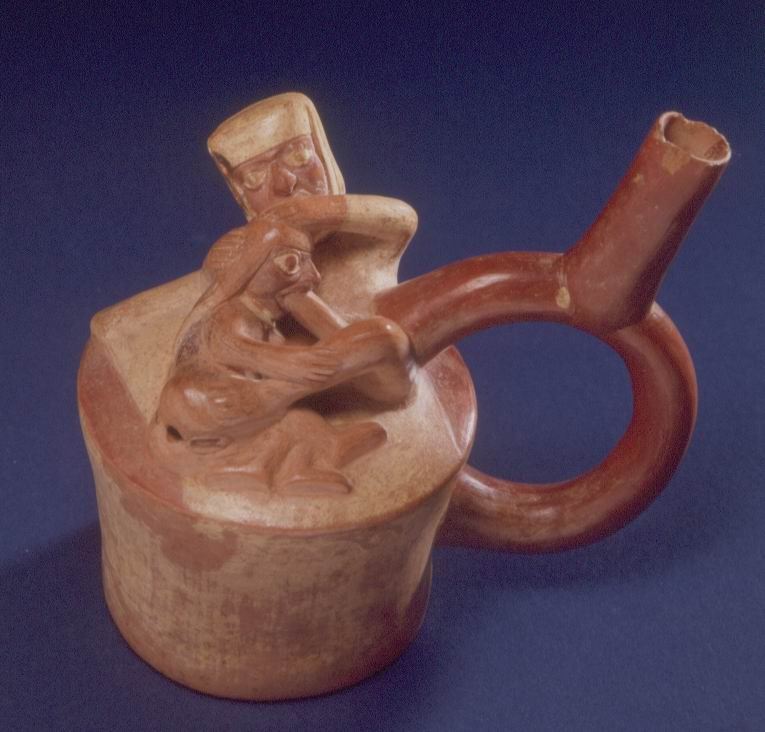
Cerâmica mochica retratando felação..
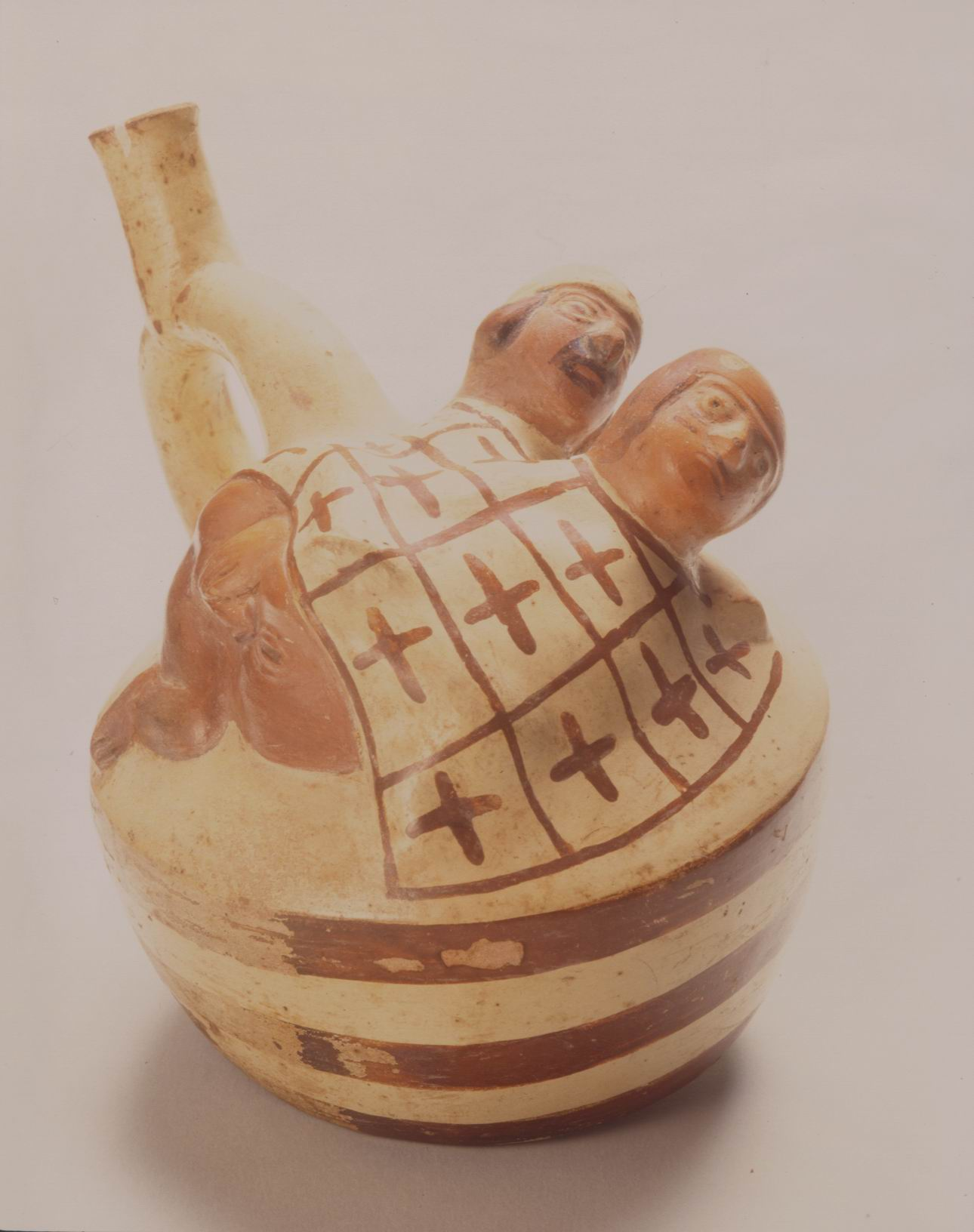
Cerâmica mochica retratando sexo anal..
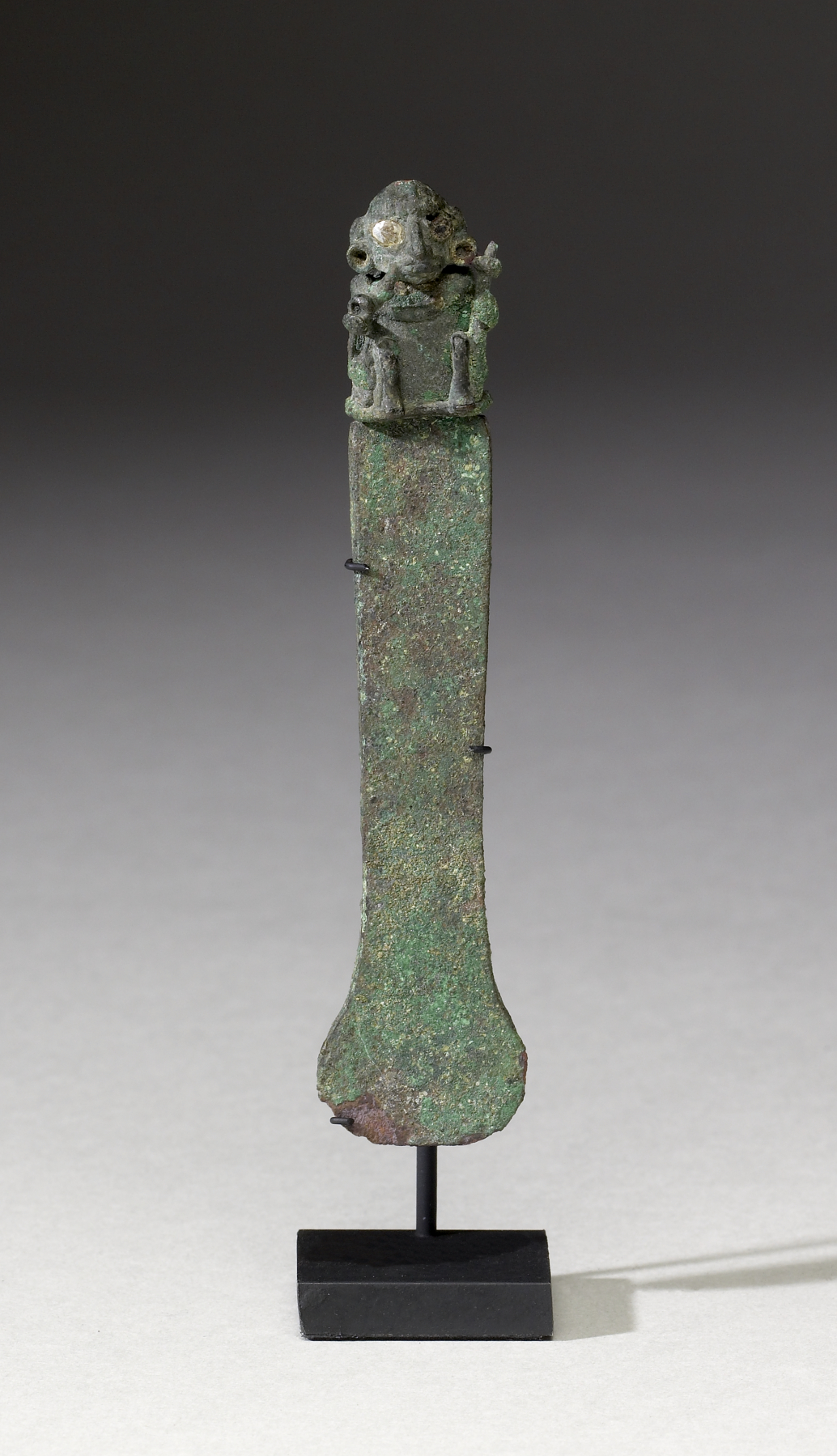
Faca de cobre com cabo ornamentado removível c. 50–800 d.C..
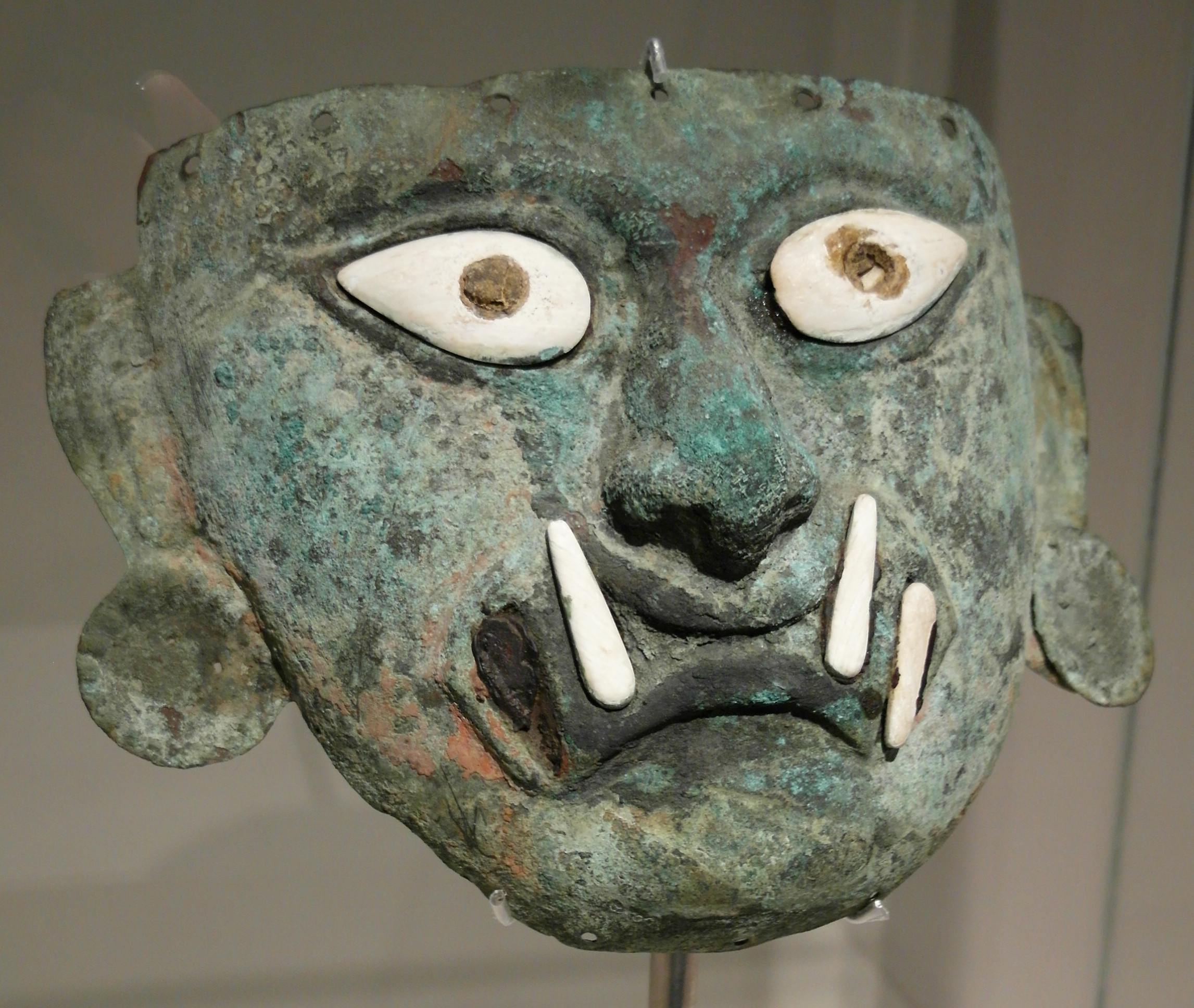
Máscara mochica de bronze e concha representando o herói Ai Apaec.
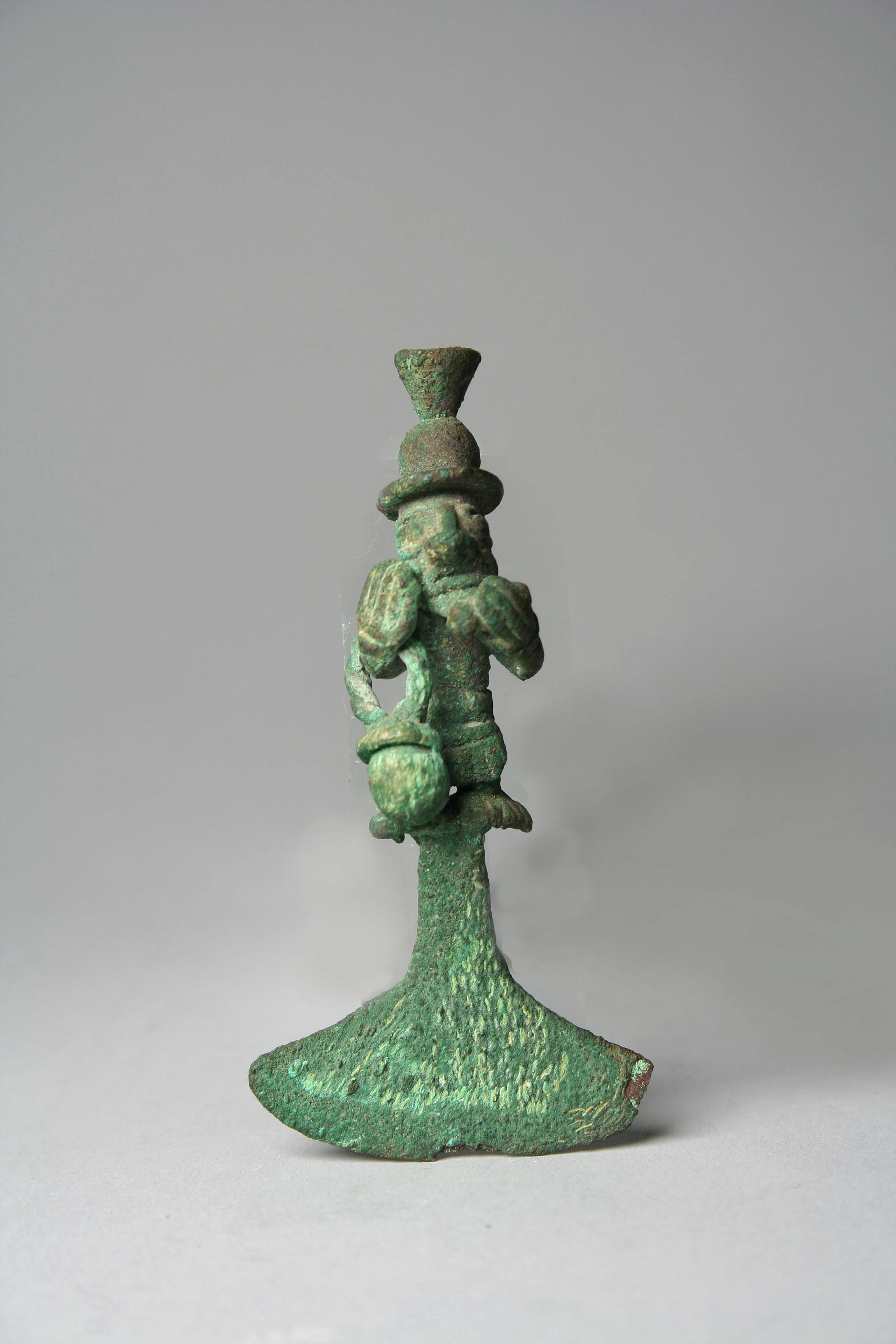
Faca cerimonial de cobre c. século III–VII d.C..
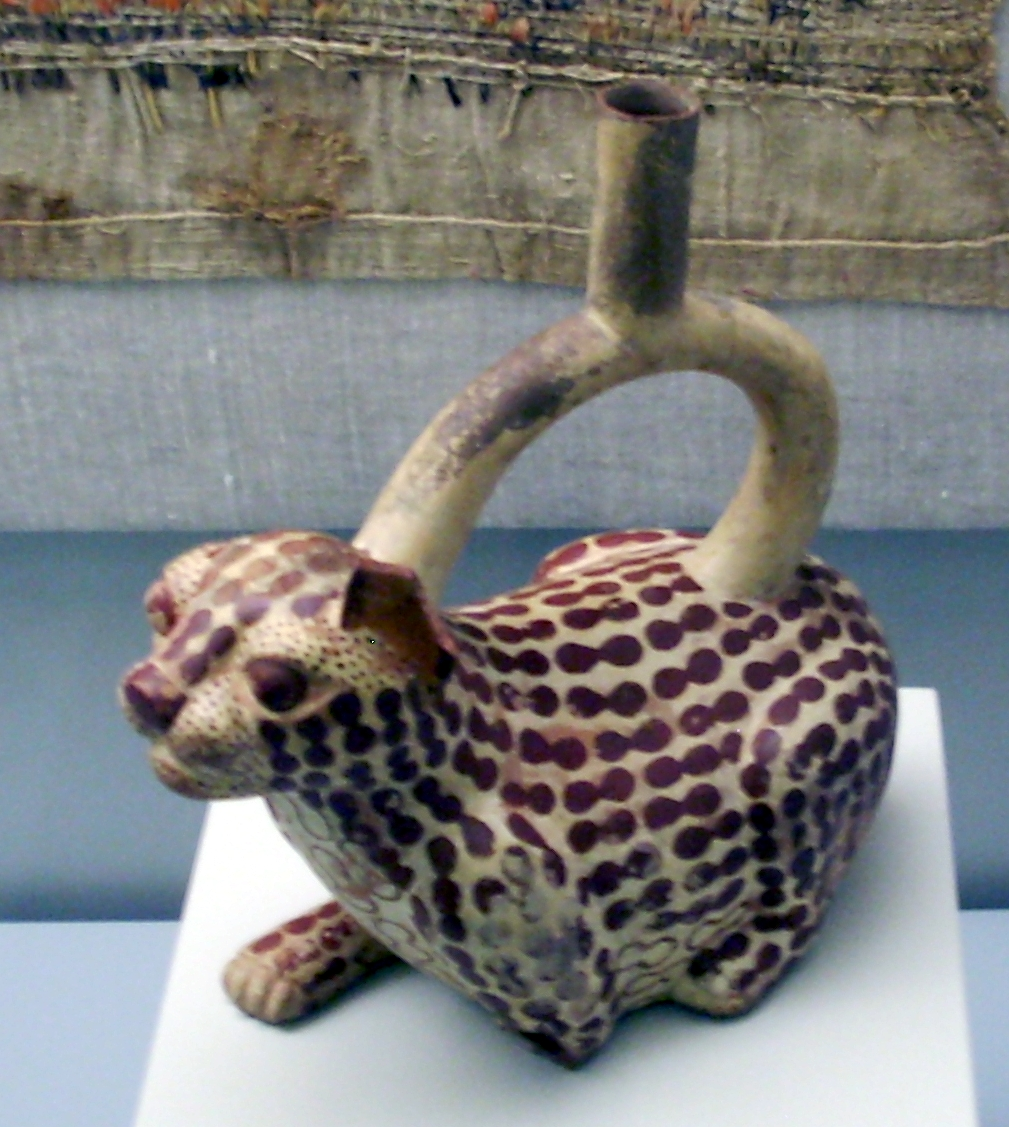
Vaso mochica de onça-pintada c. 100–700 d.C..
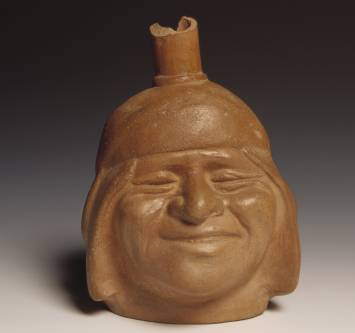
Vaso-retrato sorridente mochica.
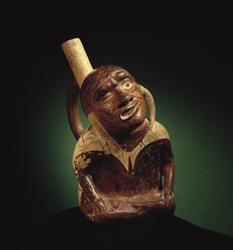
Cerâmica mochica representando paralisia facial.
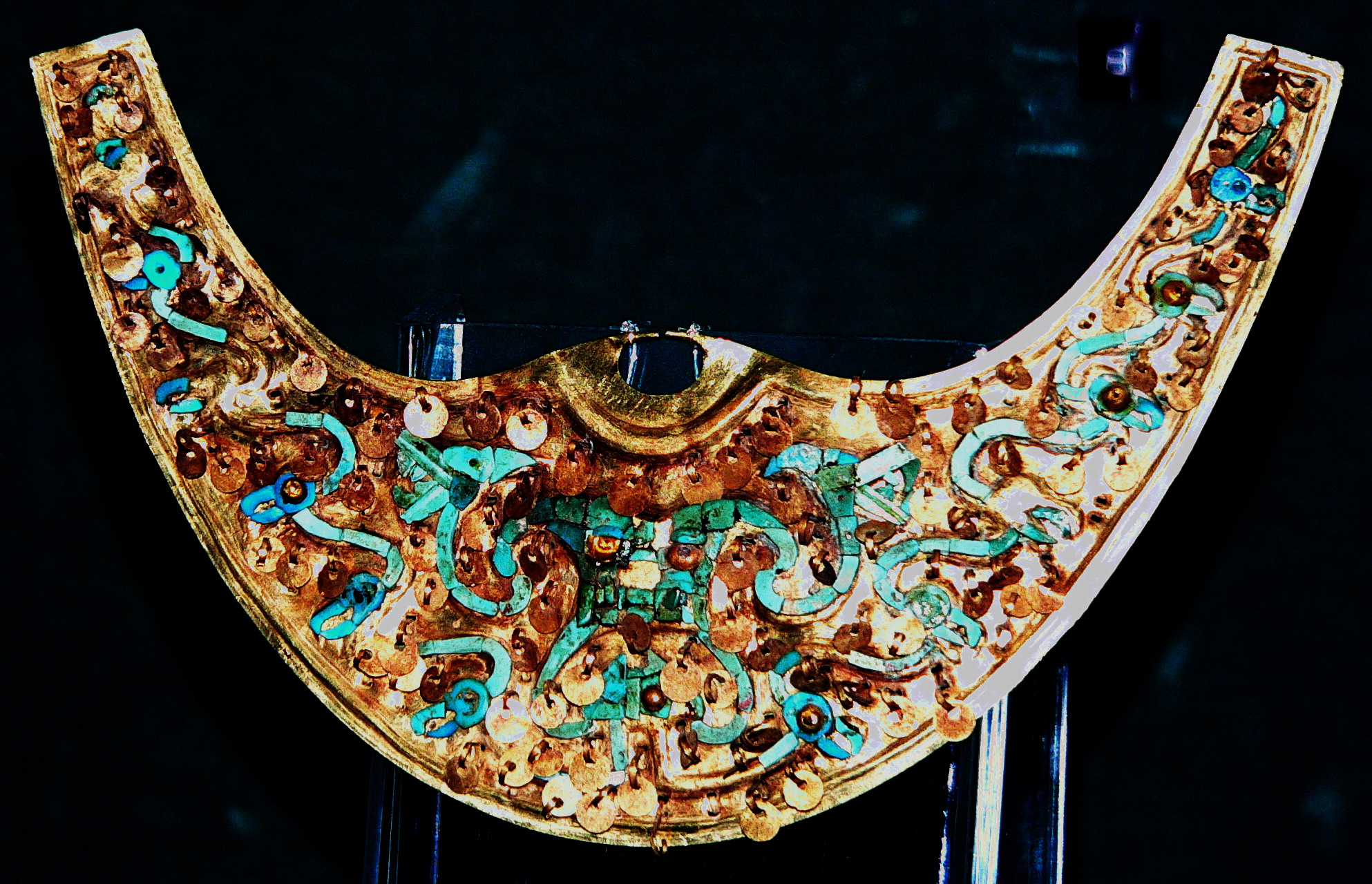
Ornamento para nariz de ouro com adornos de turquesa e crisocola.
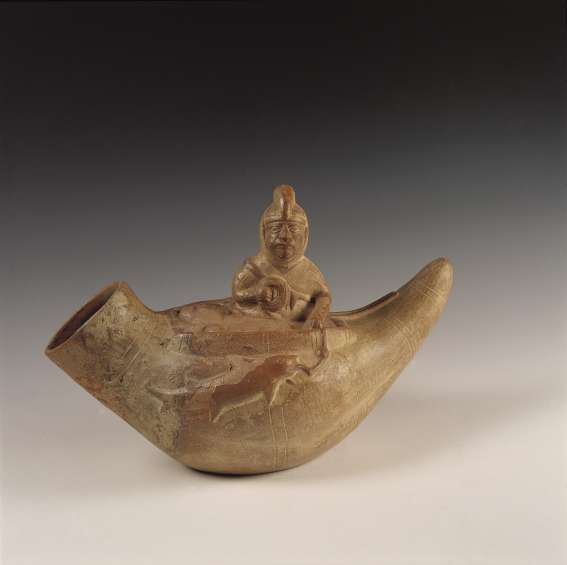
Cerâmica de pescador mochica em um barco denominado "caballito de totora".